# João Muniz Alves
João Muniz Alves OFM (ur. 8 stycznia 1961 w Carema) – brazylijski duchowny katolicki, biskup Xingu-Altamira od 2019. 

## Życiorys
4 września 1993 otrzymał święcenia kapłańskie w zgromadzeniu franciszkanów. Przez kilka lat pracował duszpastersko w zakonnych parafiach, a następnie był m.in. definitorem wiceprowincji zakonnej, prowincjałem, wizytatorem generała w Mozambiku oraz gwardianem klasztoru w São Luís do Maranhão.
23 grudnia 2015 papież Franciszek mianował go biskupem-prałatem prałatury terytorialnej Xingu. Sakry udzielił mu 5 marca 2016 jego poprzednik - biskup Erwin Kräutler.
6 listopada 2019 został mianowany biskupem ordynariuszem nowo powstałej diecezji Xingu-Altamira.